# سانچرخا
سانچرخا دهستانی در استان آبیلای اسپانیا است.
در این دهستان ۱۳۹ نفر زندگی می‌کنند. مساحت این دهستان ۳۵٫۱۷ کیلومتر مربع است.